# Friedrich Meili

Friedrich Meili

Friedrich Meili (* 2. April 1848 in Hinwil; † 15. Januar 1914 in Zürich) war ein Schweizer Rechtswissenschaftler.

## Leben und Werk
Friedrich Meili absolvierte das Gymnasium in Zürich und studierte anschliessend Recht in Zürich, Leipzig, Berlin, Jena und später auch an der École de droit in Paris. Er erwarb das Anwaltspatent und eröffnete 1879 ein Advokaturbüro in Zürich.
Im Jahr 1880 wurde er Privatdozent und ab 1885 ausserordentlicher Professor an der Universität Zürich. 1890 wurde hier für Meili ein Ordinariat für internationales Privatrecht, modernes Verkehrsrecht und vergleichendes Recht geschaffen. 1895 wurde sein Lehrauftrag um die Gebiete schweizerisches und zürcherisches Privatrecht sowie schweizerisches Betreibungs- und Konkursrecht erweitert.
Friedrich Meili war Mitglied der Expertenkommission für die Redaktion des Schweizerischen Zivilgesetzbuchs und für die Revision des Obligationenrechts. 1905–1912 war er ausserdem Präsident des zürcherischen Kassationsgerichts und ab 1907 Mitglied des Schiedsgerichts beim Zentralamt für internationalen Eisenbahntransport in Bern. Als Delegierter des Bundesrats nahm er an den Haager Staatenkonferenzen für internationales Privatrecht und 1910 an der internationalen Konferenz über den Luftverkehr in Paris teil. Meili gilt als Pionier des Telefon- und Telegrafenrechts, des Automobilhaftpflicht- und Luftschifffahrtsrechts und verfasste zahlreiche Publikationen.
Mit Emilie Kempin-Spyri engagierte Meili 1887 die erste Juristin Europas als Substitutin in sein Advokaturbüro.